# 베이징 남역
베이징 남역(중국어: 北京南站)은 중국 베이징시 용딩먼 기차역(중국어 간체자: 永定门火车站)에 있는 중국 국철의 역이다.

## 개요
2006년 이전에는 장거리 우등열차 중심의 베이징 역, 베이징 서역에 대해, 중단거리의 보통열차(중국어 간체자: 绿皮车, 정체자: 綠皮車, 병음: lǜ pí chē 뤼피처/록피차[*])의 발착이 주였지만, 2006년 5월 10일에 확장 공사를 시작해, 2008년 8월 1일에 개축공사 준공하여, 징진청지선(京津城際線)의 베이징 기점이 되었고, 징후 고속철도(京滬高速鐵道)의 출발역이 되었다.

## 터미널
이전에는 간소한 역사였지만, 개수 후의 베이징 남역의 역사는 지상 2층, 지하 3층으로 되어있으며, 동서에 두 곳의 개찰구가 설치되었다. 외관은 선형으로 2층에 대합실이 있다. 대합실은 북쪽에서 남쪽을 향해 재래선용과 징후 고속철도, 징진청지선 용으로 나뉘어 있다.
홈은 재래선이 지상 3면 5선, 징후 고속철도가 지상 6면 12선, 징진성제선이 지상 4면 7선 합계 13면 24선의 지상 홈을 가진다. 지하 1층은 중앙광장과 자동차 주차장, 지하 2층은 1면 2선의 베이징 지하철 4호선의 플랫폼, 지하 3층은 1면 2선의 베이징 지하철 14호선의 플랫폼이 될 예정이다.
매표구는 분산되어 설치되어 있어 2층에는 동서 양측으로 4개소, 지하 1층 서쪽으로 4개소가 설치되어 있다. 36대의 자동 개찰기가 설치되어 있다.

## 역주변
- 타오란팅 공원(중국어 정체자: 陶然亭公園)

## 역사

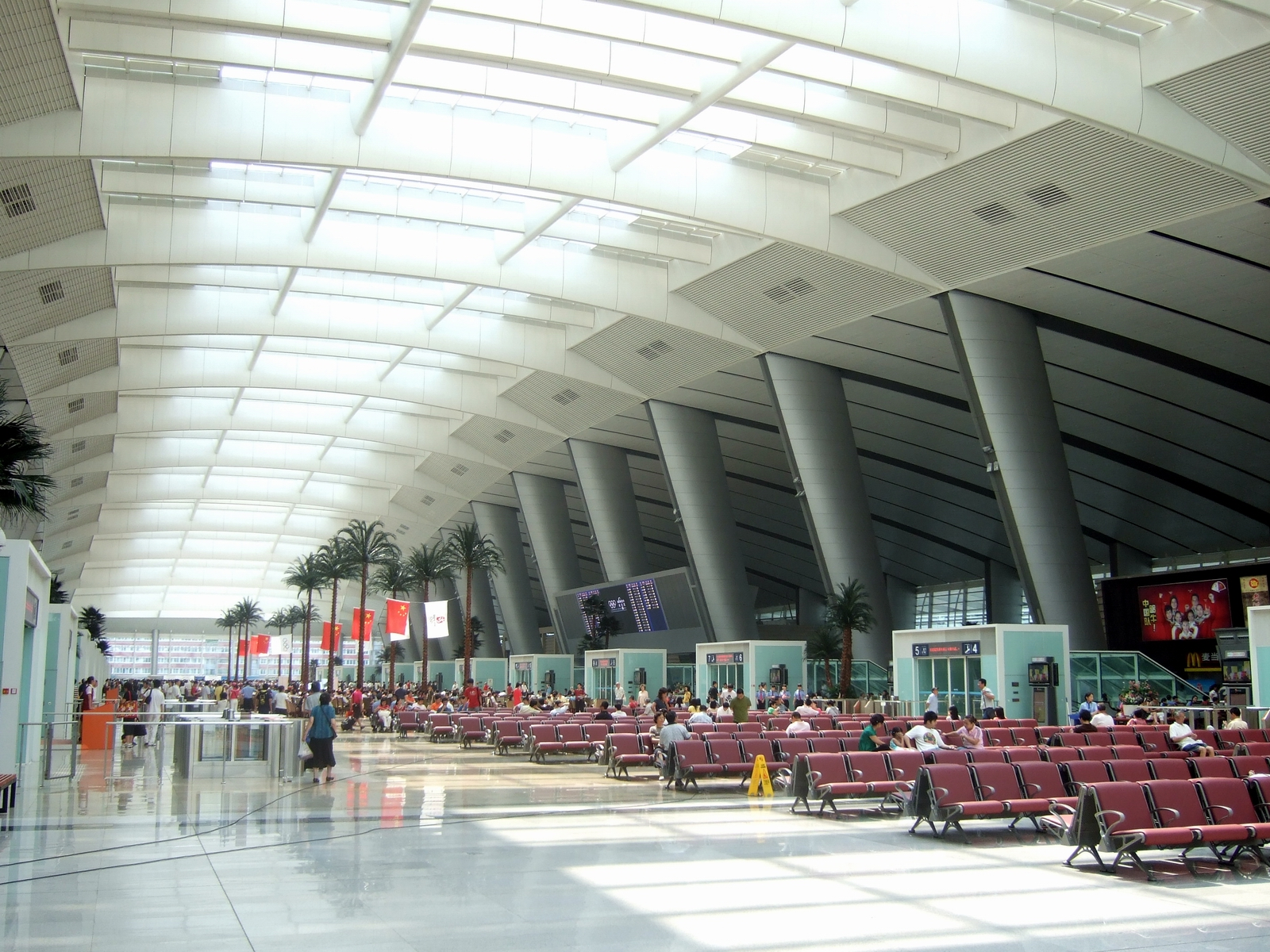
베이징 남역 역사

- 1897년 현재의 당역 화물 야드 남쪽 부근에 마쟈바오(중국어 간체자: 马家堡, 정체자: 馬家堡, 병음: mǎ jiā bǎo 마가보[*])역으로서 개업.
- 1932년 대합실과 매표소를 확장.
- 1958년 현재 위치로 이동해 융딩먼(중국어 간체자: 永定门, 병음: yǒng dìng mén 영정문[*])역이라고 개칭.
- 1988년 융딩먼 역을 베이징 남역으로 개칭.
- 2006년 5월 10일 일시 영업 휴지, 개축공사를 개시.
- 2008년 8월 1일 개축공사 완성.

## 연결편

### 국철
- 징하선 (京哈线)
- 징광선 (京广线)
- 징쥬선 (京九线)
- 징후선 (京沪线)
- 징청선 (京承线)
- 징위안선 (京原线)

### 고속철도
- 징진청지선 (京津城際線)
- 징후 고속철도 (京滬高速鐵道)

### 지하철
- 베이징 남역
  - 베이징 지하철 4호선
  - 베이징 지하철 14호선

## 인접역
| 중국철로             | 중국철로      | 중국철로                  |
| -------------------- | ------------- | ------------------------- |
| 베이징역 베이징 방면 | 징후 철로     | 베이징 펑타이 상하이 방면 |
| 중국철로             |               |                           |
| 시·종착역            | 징후 고속철도 | 랑팡 상하이 훙차오 방면   |
| 중국철로             |               |                           |
| 시·종착역            | 징진 고속철도 | 이좡 빈하이 방면          |

## 같이 보기
- 베이징 역
- 베이징 서역
- 베이징 동역
- 베이징 북역